# Dendrobium capra
Dendrobium capra J.J.Sm, 1910 è una pianta della famiglia delle Orchidacee.

## Descrizione
È un'orchidea epifita di piccola taglia con stelo eretto, flessibile, spesso, di colore verde opaco che porta da quattro a sette foglie lineari-lanceolate acute di colore verde splendente; quando giovani possono avere macchie scure. Fiorisce in tardo autunno o inizio inverno con un racemo ascellare lasso, lungo da 10 a 30 centimetri, recante da cinque a venti fiori di circa tre centimetri di grandezza.

## Distribuzione e habitat
Questa orchidea è originaria della parte orientale dell'Isola di Giava, dove cresce a basse quote.

## Coltivazione
D. capra ha bisogno di riposo invernale asciutto per uno o due mesi, iniziando a irrigare e fertilizzare a primavera.